# Carnanmore

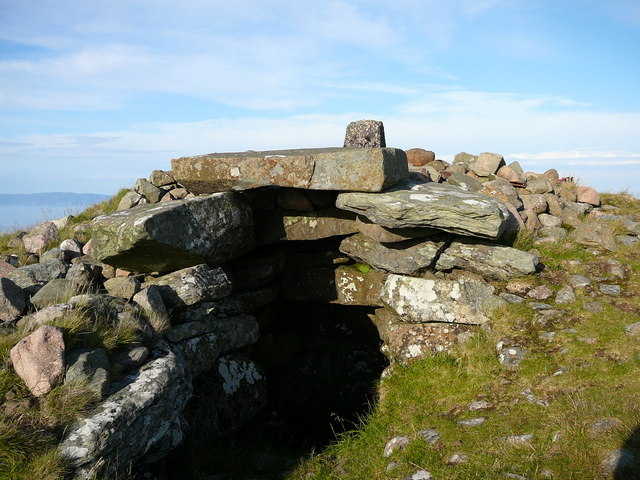
Passage Tomb von Carnanmore

Das Passage Tomb Carnanmore (auch East Torr genannt; irisch An Carnán Mór – deutsch „der große Cairn“) liegt im Townland Coolnagoppoge an der Grenze zum Townland East Torr bei Cushendun nahe der Nordostküste im County Antrim in Nordirland.
Ein runder Cairn auf einem Hügel enthält eine Menge von Quarzsteinen (typisch für Passage Tombs), die hier eine rechteckige Kammer bilden, die durch einen im Südwesten ansetzenden Gang erschlossen wird. Kammer und Gang sind nur symbolisch getrennt und zusammen knapp 12,0 Meter lang. Bedeckt wird die Megalithanlage mit einer für diese eckige Form seltenen Kraggewölbedecke.
Herausragend und neben Knockmany und Sess Kilgreen in Nordirland einzigartig ist die Dekoration in Form von drei Hufeisen, Schlangenlinien und konzentrischen Kreisen auf einem der oberen Steine aus Granit.
In der Nähe liegen die Passage Tombs von Torr Head und West Torr und der „Stone of Sorrows“.